# Doxylamin
Doxylamin je silně sedativně působící antihistaminikum první generace ze skupiny ethanolaminů. Využívá se ke krátkodobé léčbě nespavosti a zmírnění příznaků nachlazení nebo alergických reakcí v noci. V kombinaci s pyridoxinem je využíván k léčbě těhotenské nevolnosti. V České republice je v tuto chvíli registrován léčivý přípravek s obsahem doxylaminu pod názvem Xonvea.